# Lumbrineris mucronata
Lumbrineris mucronata är en ringmaskart som beskrevs av Ehlers 1908. Lumbrineris mucronata ingår i släktet Lumbrineris och familjen Lumbrineridae. Inga underarter finns listade i Catalogue of Life.